# Eupithecia exudata
Eupithecia exudata là một loài bướm đêm trong họ Geometridae.